# اچ‌ام‌سی‌اس آسبستوس (کی۳۵۸)
اچ‌ام‌سی‌اس آسبستوس (کی۳۵۸) (به انگلیسی: HMCS Asbestos (K358)) یک کشتی است که طول آن ۲۰۸ فوت (۶۳٫۴۰ متر) می‌باشد. این کشتی در سال ۱۹۴۳ ساخته شد.